# امرن
امرن (انگلیسی: Ameren) شرکت برق آمریکایی است، که در سال ۱۹۹۷ تأسیس شد.